# Werner Schubert-Deister
Werner Schubert-Deister (* 21. Juli 1921 in Hachelbich als Werner Schubert; † 14. Januar 1991 in Borsum) war ein deutscher Maler und Bildhauer.

## Leben
Werner Schubert-Deister wurde 1921 in dem Kyffhäuserdorf Hachelbich geboren. Zwischen 1937 und 1940 studierte er Kontrabass und Klavier an der Musikhochschule in Bad Frankenhausen. Im Zweiten Weltkrieg wurde er schwer verletzt und litt seither an einem steifen Knie. Sein Musikstudium setzte er in den Jahren 1946 bis 1949 in Sondershausen fort. Zwischen 1950 und 1952 besuchte er die Hochschule für Grafik und Buchkunst Leipzig, wo er Schüler von Professorin Elisabeth Voigt, einer Käthe-Kollwitz-Schülerin, war. Zwischen 1952 und 1986 lebte er als freischaffender Maler und Grafiker in Friedrichroda. Der Mauerbau 1961 beendete den Erwerb von Bildern durch Kunstmuseen wie der West-Berliner Nationalgalerie und den Kontakt zu westdeutschen Künstlern. Erst ab 1974 waren wieder Besuche aus dem Westen möglich. Ein befreundetes Ehepaar brachte einen Teil seiner Werke in die Bundesrepublik Deutschland und ermöglichte 1978 und 1979 Ausstellungen in Hamburg, Speyer, Konstanz und Neuburg an der Donau, die Schubert-Deister selbst nicht besichtigen konnte. 1979, bei einem abermaligen Besuch, wurden seine Förderer zwei Monate lang von den DDR-Behörden inhaftiert, die damit die Rückführung der in die Bundesrepublik Deutschland gebrachten 190 Bilder erpressten. Per Strafbefehl wurde sein, größtenteils ererbtes, Vermögen in Höhe von 50.000 Mark eingezogen, und ein Parteifunktionär, der Leiter des Staatlichen Forstwirtschaftsbetriebes in Gotha (Oberforstrat), veranlasste die Vernichtung einer seiner Plastiken. Mehrere seit 1981 gestellte Ausreiseanträge wurden abgelehnt. Erst 1986 konnte er – nach Intervention durch die UN-Menschenrechtskommission – mit seiner Frau Christa und seinen Kindern David (* 1974), Judith (* 1975) und Jonas (* 1981) nach Borsum bei Hildesheim übersiedeln, wo er die letzten Jahre asketisch und sehr arbeitsam lebte. Als politisch desillusionierter Mensch, der in sich selbst und seinem Werk die einzige politische Aufgabe sah, wahrte er auch eine große Skepsis gegenüber der westlichen Seite des Eisernen Vorhangs: „Tschernobyl kann auch in den USA passieren, ich freß keinem aus der Hand.“ Schubert-Deister, der sein Exil ironisch als „Rübentaiga“ bezeichnete, starb 1991 im Alter von 69 Jahren.

## Werk
Werner Schubert-Deister entwickelte sich vom Realismus immer mehr zur Abstraktion, wobei nur wenige seiner Bilder völlig ungegenständlich sind. Seit 1960 schuf er verstärkt Plastiken, insbesondere sakrale Arbeiten für Kirchen in Gotha (St. Bonifatius), Schmalkalden (St. Helena), Meiningen (Marienkirche), Erfurt (Generalvikariat, Marienstift, Dom, Jesuitenkirche in Erfurt-Hochheim), Heiligenstadt (Bergkloster) und anderen überwiegend thüringischen Städten. Zum Beispiel gestaltete er in Lengenfeld unterm Stein, beauftragt vom katholischen Krankenhaus Sankt Elisabeth, Ende der 1960er Jahre eine Kapelle mit einem Wandkreuz, einem Altar, einem Ambo und einen Tabernakel.
In seinen per Mischtechnik (Acrylfarben, Tempera und Tusche) entstandenen Gemälden, Aquarellen, Pinsel- und Federzeichnungen, Lithografien, Monotypien und Hartfaser-Drucken versuchte Schubert-Deister „keine Ästhetik des ‚Hässlichen‘“, stattdessen ging er „einen Weg der Kompromisslosigkeit in Vertiefung und Verdichtung, der sich durch keine Einsprüche am deutlichen und selbstsicheren Pfad beirren lässt. Nirgends wirft er über Konflikte, über schmerzlich-absurde Gegensätze den edlen Mantel der befohlenen Aufhebung.“ Im radikalen Widerspruch zum verordneten Sozialistischen Realismus stehend thematisierte er Gewalt, Krieg, Umweltzerstörung, die Unvollkommenheit des Menschen (Ausstellung Unvollkommene Welt, 1979), die Vergeblichkeit von Perfektionsstreben und Weltbeherrschung sowie ein Misstrauen gegenüber den Verheißungen von Technik und Medizin (Contergan-Familie, Unfallopfer, Landschaft des Gewissens/Seveso-Vergiftung). Mehrere Gemälde entstanden zur Musik von Karlheinz Stockhausen. Der Münchener Journalist Karl Grüner, der ihn nach seiner Ausreise in die Bundesrepublik Deutschland unterstützte,
bezeichnet die Jahre zwischen 1974 und 1978 als künstlerischen Zenit.
Schubert-Deisters künstlerische Unbedingtheit zeigt sich auch darin, dass er nie kommerzielle (Neben)absichten verfolgte. Er verschenkte mehrere Jesusskulpturen und -bilder mit dem Hinweis, Jesus sei von Judas verkauft worden, das genüge!

## Wahrnehmung
Der Bundesverband Bildender Künstlerinnen und Künstler präsentierte Gemälde von Schubert-Deister im Hildesheimer Museum, und im Gymnasium Josephinum Hildesheim gab es größere Ausstellungen. Der künstlerische Nachlass befindet sich heute zum Teil in öffentlichem Besitz, unter anderem in der Nationalgalerie Berlin, der Staatlichen Kunstsammlungen Dresden, dem Städel am Frankfurter Museumsufer, der Hamburger Kunsthalle, den Schlossmuseen in Gotha und Sondershausen.
Die sakralen Werke aus der Kapelle in Lengenfeld unterm Stein wurden 2006 von der Familie Schubert-Deister als Dauerleihgabe für eine Gedächtniskapelle in der mexikanischen Kleinstadt Sonoyta, die an den in Borsum geborenen Jesuitenpater Heinrich Ruhen erinnert, zur Verfügung gestellt.
Ein aus verschiedenen Metallen bestehender Flügelaltar wird einer Kapelle in der argentinischen Provinz Misiones übergeben.